# Placid Javornik
Placid Javornik (rojen kot Jernej Javornik), slovenski redovnik, župnik in prevajalec Svetega pisma, * 22. avgust 1803, Trstenik na Gorenjskem, † 30. november 1864, Sv. Jurij (Sankt Georgen im Lavanttal) v Labotski dolini na Koroškem.

## Življenjepis
Javornik se je šolal v Ljubljani in Karlovcu, potem vstopil v benediktinski samostan v Št. Pavlu v Labotski dolini, študiral teologijo v Celovcu in bil 24. avgusta 1831 posvečen. Nato je nekaj časa nadaljeval študij teologije na Dunaju in napravil biblični rigoroz (lat. exsamen sc. rigorosum = strog izpit na vseučilišču) ter postal profesor bibličnega študija stare zaveze v Celovcu. Leta 1850 je postal župnik v Sv. Juriju v Labotski dolini, kjer je ostal do smrti.

## Delo
Javornik ima posebne zasluge pri prevajanju Stare zaveze. Leta 1847 je v Ljubljani izšel njegov prevod 1. snopiča, 1849 pa ves 1. zvezek Svetega pisma stare zaveze, ki je k nam prinesel slovenski prevod hebrejskega izvirnika
1. Mojzeseve knjige z obsežnim komentarjem. V tem času je verjetno nastal načrt, da se izda, sicer v krajši obliki, cela stara zaveza. V taki krajši obliki sta v Javornikovem prevodu izšli še 2. Mojzesova in 3. Mojzesova knjiga. Ostalih knjig pa potem menda deloma zaradi finančnih težav, deloma pa zaradi razlik z Ljubljančani, ki so nastale z načrtom ljubljanske Wolfove izdaje svetega pisma, niso natisnili. So pa za Wolfovo izdajo svetega pisma (1856-1863) besedilo pentatevha, Jozuetove knjige in 1. in 2. knjige kraljev priredili po Javornikovem prevodu (Sveto pismo Stariga zakona, poslovénil in razložil Placid Javornik.)